# かき玉汁
かき玉汁（かきたまじる、掻き玉汁、かきたま汁とも）とは、世界各国で食されている、卵を主たる材料とする汁物の一種。

## 日本
日本料理におけるかき玉汁は、吸い物出汁に水で溶いた片栗粉、あるいは葛粉を加え、ほどよくとろみがついて煮立ったところに溶き卵を流し入れた汁物である。この時、卵は卵白と卵黄がよくかき混ぜられておかなければならない。好みに応じて、刻みネギやミョウガなどを加えることもある。かき玉汁にうどんを加えて、かき玉うどんとすることもある。また、類似の料理としてはむらくも汁が挙げられる。「むらくも」は溶き流した卵が汁の中で薄い膜状に広がるさまが、「むらくも（群雲、叢雲）」のように見えることに由来する。

## 中国
中華料理におけるかき玉汁は蛋花湯（ダンフアタン、拼音：Dànhuātāng）と呼称される、鶏がらの出汁にふんわりと仕上げた溶き卵を入れたスープである。黒胡椒や白胡椒、細かく刻んだネギや豆腐などの薬味を加えるのが一般的である。日本のかき玉汁と同じく、溶き卵が絹状になるように溶き卵は沸騰したスープに加える。中華料理のかき玉汁は一般的な西洋料理のものよりもとろみが弱い。地域によっては、上記の薬味のほかにもあさりやもやし、トウモロコシなどの具材を入れることがある。

## ラオス

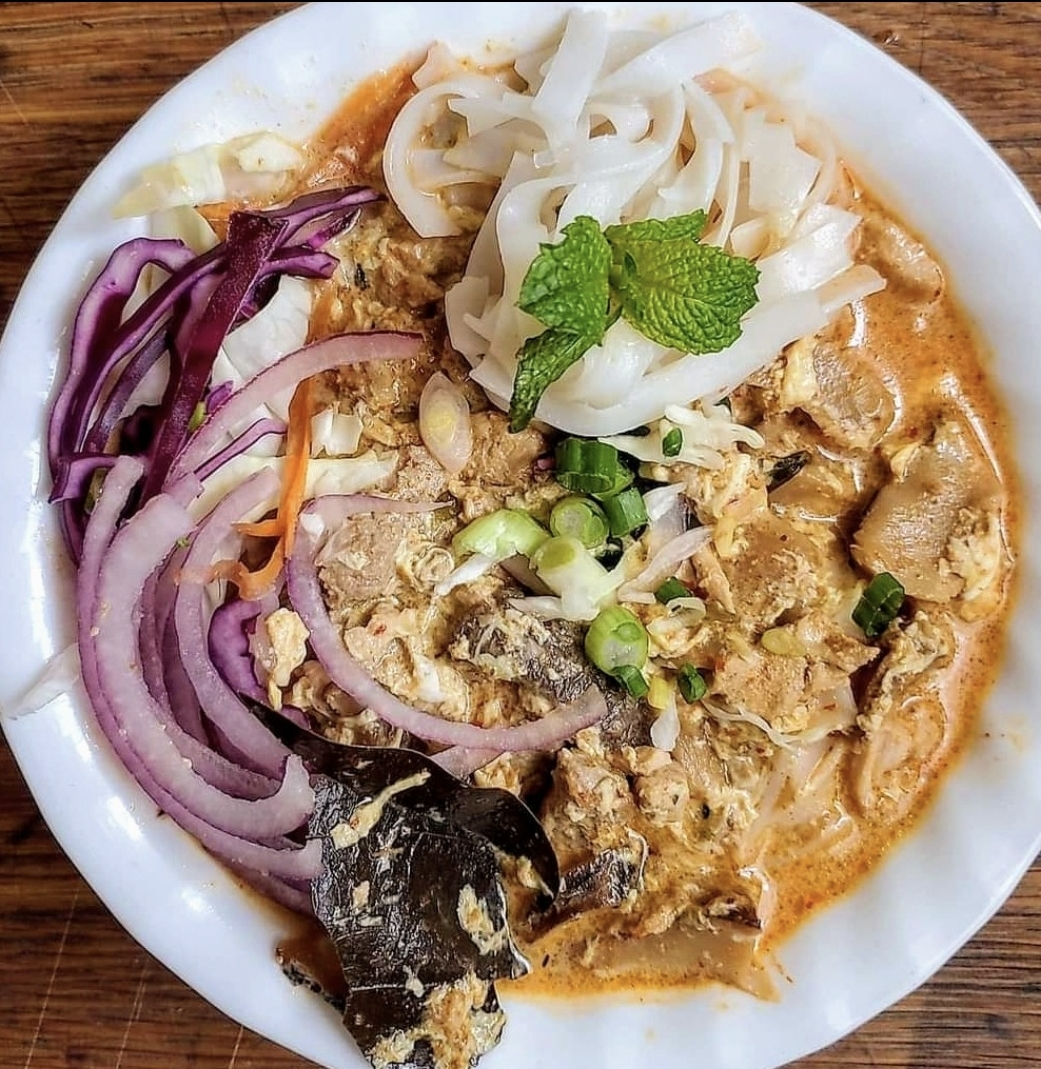
ミーカティ

ラオスで食されているミーカティは、レッドカレーとココナッツミルクで味付けされ、麺の入ったかき玉汁である。

## アメリカ

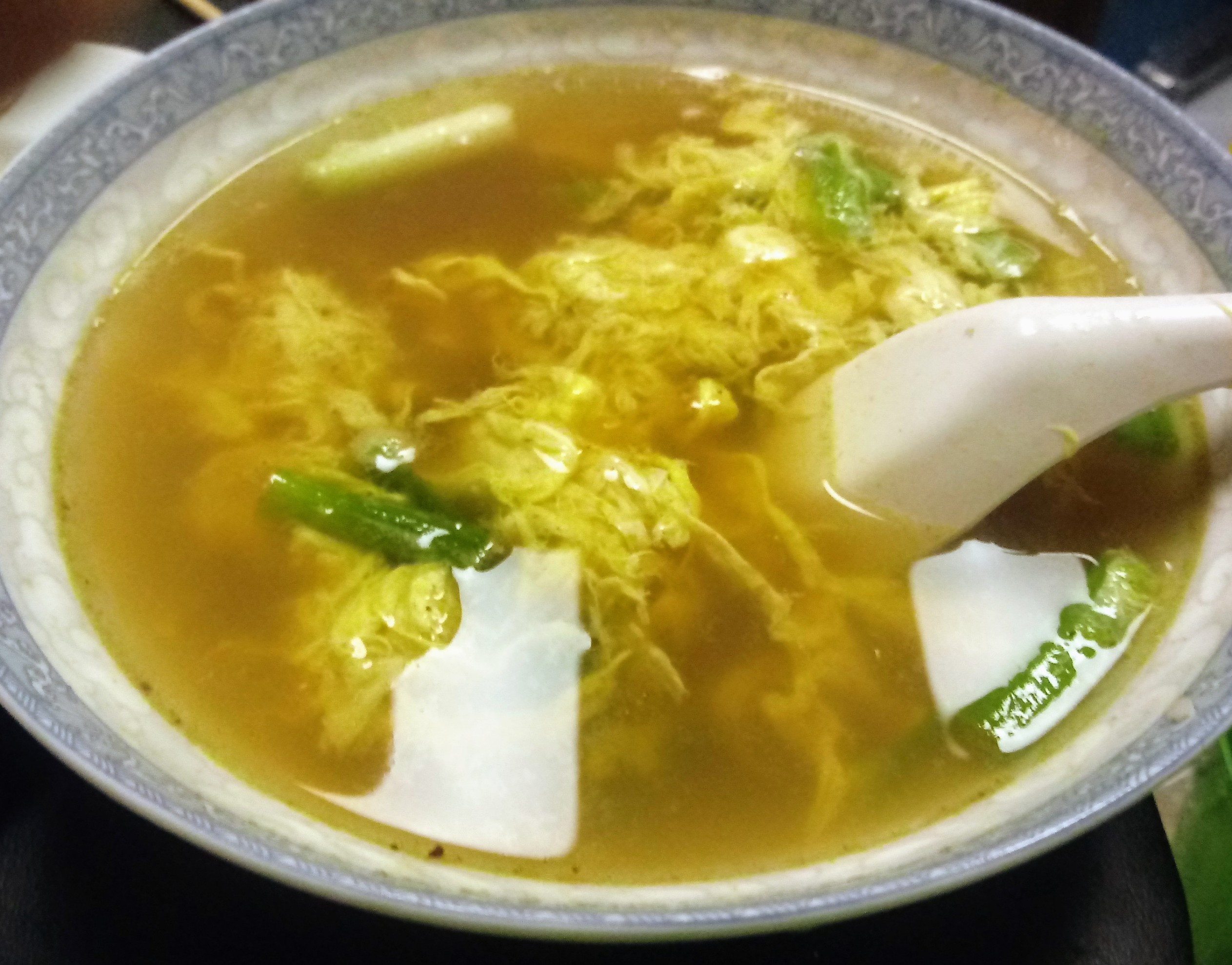
アメリカのかき玉汁

アメリカで食されているアメリカ風中華料理では、かき玉汁はよく飲まれるスープの一つであることが多く、一部のレストランのメニューでは、中国名を直訳してエッグフラワースープと称されている 。とろみをつけるためにコーンスターチを使うこともある。

## 欧州
イタリアでは、卵とパルメザンチーズを使ったストラッチャテッラが一般的である。
フランスでは、ニンニクのスープであるトゥーラン（Tourin）に卵白を加え、伝統的なかき玉汁の作り方と同様の方法で作る。スペインにも同様のスペイン伝統のソパ・デ・アホ（にんにくスープ）があるが、これも同様に卵白を用いてスープにとろみをつける。
オーストリアでは、かき玉汁（Eierflockensuppe、またはEierflöckchensuppe）は、一般的に幼い子供や病人のために作られる単純で伝統的な料理である。スクランブルエッグに小麦粉を混ぜ、沸騰したスープに流し込んで小さな卵のダンプリングを作る。ダンプリングに好みに応じて香辛料を加えることがある。ポーランドにもkluski laneという同様の料理があり、卵と小麦粉を混ぜたものを直接スープに入れたり、沸騰したお湯に入れてから濾してスープやソースに加えたりする。子供が食べる場合は、スープの代わりに牛乳を煮詰めたもの（お好みで砂糖を加えることもある）を使うことが多い。
ロシアでは、卵を泡立てる前にセモリナを鶏がらスープで煮込み、刻んだネギと黒胡椒で味付けするのが一般的である。ロシア南部地域では、バレニキ（варе́ники）やウクライナのハルシュキ（галушка）に似たシンプルな卵のダンプリングがしばしば入れられる。
キプロスやギリシャでは、卵を溶いてから、固まらないようにゆっくりとスープの中に入れる。レモンと米は、鶏ガラの他にアヴゴレモノ（αβγολέμονο、元はユダヤ料理）を作るために用いられる。